# 山名氏
日本の氏族。幾つかの流れがある。
1. 源姓新田氏族山名氏。本項で詳述。
2. 丈部姓有道氏一門山名氏は、武蔵七党の一派児玉党の一族。
3. 陸奥国磐城郡の大國魂の社家山名氏。平氏を称した岩城氏一族の出の國魂氏が 室町期以降 山名氏を名乗った。後に大江姓[要出典]を称し、次いで清和源氏と称した[要出典]。

山名氏（やまなうじ、やまなし）は、武家・華族だった日本の氏族。山陰地方を中心に勢力を持った守護大名・戦国大名だったことで知られる。江戸時代には交代寄合だったが明治維新後に但馬国村岡藩を立藩して大名となり、華族（男爵）に列した。

## 歴史

### 鎌倉時代
山名氏の本姓は源氏。家系は清和源氏の一家系河内源氏の棟梁・鎮守府将軍・源義家の子・義国を祖とする名門・新田氏の一門。新田義重の庶子・三郎義範（または太郎三郎とも）が上野多胡郡（八幡荘）山名郷（現在の群馬県高崎市山名町周辺）を本貫として山名三郎と名乗ったことから、山名氏を称した。
山名氏の祖の義範は鎌倉時代には早くから源頼朝に従って御家人となり、頼朝の知行国（関東御分国）の一つである伊豆の国主に推挙され伊豆守となる。源伊豆守の公称を許され源氏の門葉として優遇された。逆に本家の新田氏は頼朝へ参上することが遅れたこともあり、門葉になれず、無位無官であった。
通説では山名義範の嫡男重国の長男の重村が山名郷を継承し、山名氏の嫡流になったとされている。
系譜上においては通説通りで問題はないものの、実際には重村の弟・朝家の系統と重国の弟（すなわち、重村・朝家の叔父にあたる）重家の系統が鎌倉時代における山名氏の中心的存在であったとみられている。
朝家の子孫は鎌倉幕府の法曹官僚、重家の子孫は六波羅探題の奉行人を務める家柄であったが、朝家の曾孫の俊行が正安3年（1301年）に謀反の疑いで滅ぼされ、残った重家の子孫も鎌倉幕府滅亡と前後して没落したため、結果的に鎌倉時代を通じて不振であった山名重村の子孫だけが残ったとみられている。なお、重家の子孫とみられる山名氏が丹波国・出雲国・備前国などに所領を有していた可能性があるものの、重村の子孫である守護大名の山名氏による支配との連続性は確認できないため、別物とみなされる。

### 南朝時代と帰参
南北朝時代、新田義貞を中心に南朝に参加した新田一族と異なり、山名時氏は縁戚の足利尊氏に従った。尊氏が征夷大将軍に就任、室町幕府を開くと、時氏は1337年（建武4年）に伯耆国の守護に任じられ、以降南朝方の勢力の根強い山陰地方の守護に任じられて最前線で戦い、守護大名として大勢力を張った。山名を称する武家も複数あったが時氏は山名氏宗家として尊氏から公認され先祖にちなむ「伊豆守」に任じられた。その後の観応の擾乱では当初は高師直に味方していたが、その後は足利直義や足利直冬方に転じて南朝に加わり、尊氏や足利義詮を破って京都を一時占領したこともあった。二代将軍足利義詮の時に幕府へ帰参し、赤松氏や京極氏、一色氏と並んで四職家の一つにまで数えられるに至った。

### 六分一殿と明徳の乱
時氏から惣領を継いだ長男の師義は丹後・伯耆、次男の義理は紀伊、3男の氏冬は因幡、4男の氏清は丹波・山城・和泉、5男の時義は美作・但馬・備後の守護となった。師義の3男の満幸は新たに播磨の守護職も得ている。全国66か国のうち11か国で山名氏が守護領国となり「六分一殿」と呼ばれた。
師義の後は病弱だった嫡男の義幸でなく、師義の5弟の時義が惣領となり時義の後は時煕が継承した。
この時煕の惣領継承には、師義の3男の満幸が、強い不満を持っていた。1390年（元中7年・明徳元年）、将軍・足利義満の命により満幸と氏清（満幸の義父で叔父）が時煕を攻め但馬国外へ追放した。
しかし1391年（元中8年・明徳2年）、時煕を許すという将軍義満の変心に対し満幸は、氏清・義理の両叔父と共に幕府に対して挙兵（明徳の乱）、同元中8年・明徳2年12月には山名軍が室町幕府のある京都へ攻め入ったが、最終的には幕府軍の反撃にあって満幸は逃亡、後に捕えられて処刑、氏清も戦死、義理は出家して没落した。
戦後の山名氏は存続こそ許されたものの、時熙の但馬守護職、氏之（満幸の兄）の伯耆守護職、氏家（氏冬の子）の因幡守護職のみとなり、一族は大幅にその勢力を減少させた。
山名氏の惣領は時煕に戻り、師義の嫡男・山名義幸および嫡孫・師幸は伯耆国日野郡で山名日野家として続く。

### 応永の乱と山名氏再興
ところが、明徳の乱で殺された氏清の遺児らを保護していたのは他ならぬ時熈であり、時熈は惣領として分裂した一族の和解と再結集に努めている。応永6年（1399年）に発生した応永の乱で戦功をあげて、山名氏は備後・安芸・石見の3か国の守護に任じられ、今度は大内氏に対する最前線を務めることになる.その結果、明徳の乱からわずか8年で6か国の守護としての地位を回復した。また、山名時熈は幕政にも深く関与して第6代将軍・足利義教からは長老として遇された。だが、時熈が3男の持豊を後継者にしようとしたところ、将軍義教は自分の側近である次男の持熙を次期当主と定めた上、その持熈が義教の怒りを買って追放後に討たれると持豊が改めて後継者に決定されるという事件が発生している。

### 赤松氏討伐と応仁の乱
家督を継いだ持豊（のち出家して宗全と称する）は1441年（嘉吉元年）、嘉吉の乱で第6代将軍・足利義教が赤松満祐によって暗殺されると、同1441年（嘉吉元年）、赤松氏討伐の総大将として大功を挙げた。この功績によって山名氏は、新たに備前・美作・播磨の守護職を与えられ、再び全盛期を築き上げた。
宗全は、城之崎城・九日市城を詰め城とする九日市（豊岡市九日市）の丘陵に広大な守護所を構えたとされている。
だが、先の家督継承の経緯から宗全は幕府に反抗的な態度を取り、享徳3年（1454年）には第8代将軍・足利義政が宗全討伐の命を下すが、管領・細川勝元の奔走で宗全が一時隠退することで事態を収拾させた。
しかし、幕府に復帰した宗全は幕政の主導権をめぐって細川勝元と対立する。また、足利将軍家や畠山氏、斯波氏などの後継者争いなど複雑な事情も重なった結果、1467年（応仁元年）には応仁の乱の勃発に至った。この時、宗全は西軍の総大将として同じく東軍総大将の勝元と戦ったが、乱の最中である1473年（文明5年）に宗全は病死する（同年に勝元も急死）。
なお、近年では宗全は幕政の主導権を求めていたわけではなく、赤松氏再興の動きに反発してそれを阻止するための味方を増やす意味合いで政治的争いに関与したとする見方もある。赤松氏を再興して嘉吉の乱によって没収された備前・美作・播磨を取り戻したい赤松政則（赤松満祐の大甥）と既に一族や家臣に所領として分け与えた備前・美作・播磨を守りたい宗全という妥協困難な両者の対立が細川勝元ら他の有力大名を巻き込んで事態を複雑化させたというものである。

### 室町時代後期
宗全の嫡男・教豊は山名氏を継承したものの、父に先立ち陣没していた。教豊の弟のうち、三男・勝豊は山名氏一族が継承していた因幡守護に任じられ因幡山名氏を興し、次男・是豊は細川勝元の陣に加わり、東軍より安芸・備後の守護職に任じられ備後山名氏の祖となる。
宗全の死後、家督は孫（四男とも）の政豊が継いだものの、宗全死去や応仁の乱などによって一族の勢力は急速に衰退してゆく。領内では毛利次郎の乱をはじめとする国人による反乱が相次ぎ、播磨、備前、美作は赤松政則（赤松満祐の大甥）に奪われ、政豊は奪回を企てるが1488年（長享2年）に敗れ、播磨から撤退した。さらに備後守護の嫡男・俊豊や備後国人衆とも対立した。

### 戦国大名山名氏
政豊は俊豊を廃嫡して三男の致豊を後継者に決めて、国内混乱の決着をつけた（山名俊豊の子孫は備後に土着し備後山名氏となる）。しかし国人衆の要求を呑んだこと、またその過程で国人衆の支持を取り付けるために各種の特権を与えたため、守護権の縮小に繋がり、結果として国人衆とりわけ守護代の垣屋氏が力をつけた。家臣筋である垣屋氏に城之崎城（豊岡城）を制圧された政豊・致豊は九日市の守護所を放棄し、より守備力がある丸山川対岸の此隅山城に移ったが、そこも攻撃されるような状態となった。
さらに出雲の尼子経久、周防の大内義興、備前守護代・浦上村宗らの圧迫を受けるようになり、次第に山陰道山陽道の領国は奪われていった。
更に永正から享禄にかけて但馬・因幡両守護家では内紛状態に陥った。但馬では但馬上守護代・垣屋氏や但馬下守護代・太田垣氏らによって致豊が排除されて弟の誠豊が擁立され、因幡では山名豊時の子である豊重・豊頼兄弟が守護を争った。1528年（享禄元年）には誠豊が死去し、甥で養子の祐豊（致豊の子）が但馬守護家を継ぎ、同じ頃に豊頼の子・誠通が豊重の子・豊治から因幡守護を奪ったことで一旦は内紛は収拾された。
祐豊率いる但馬守護家は垣屋氏・太田垣氏・田結庄・八木氏ら但馬の有力国人衆を次々と武力で征した。更に因幡守護家の誠通が尼子氏の従属下に入る（尼子晴久から偏諱を得て改名し、因幡国の支配権を譲り渡す）とこれを討ち、弟の豊定を因幡へ派遣し因幡守護代（陣代）とすることで、「因幡守護家の誠通の遺児が成長するまで政務を後見する」という形で因幡を実質支配した。また、因幡の国人たちに対してもこれを武力で従え、地位を失いつつあった守護大名山名氏を但馬因幡の戦国大名山名氏へと成長させた。なお、正式な守護職は幕府より、出雲尼子氏に与えられていた。豊定の没後はその地位を祐豊の長男の棟豊が継いだが早世したため、豊定の子の豊数が継承し、また誠通の子豊儀が一時期、出雲の尼子氏に支援されて因幡守護家を再興していたともいわれている。
さらに、新興勢力である毛利元就とも手を結び、あるいは対立し、因幡国人および因幡守護家を支援して勢力を拡大しようとする出雲尼子氏ら周辺諸国と抗争を続けた。
備後国では山名氏の庶流と推定される山名理興が尼子氏・大内氏と争って勢力を維持してきたが、大内氏によって拠点の神辺城を奪われた後、大内氏に降った重臣の杉原氏に神辺城が与えられたためにそのまま没落したと考えられている。更に杉原氏の嫡流も断絶したために、毛利元就の支援を受けた一族の杉原盛重が神辺城主となって、後に毛利氏の重臣に取り立てられることになる。

### 織豊時代
祐豊には棟豊・義親・堯熙の三子があった。棟豊は親より早く若くして亡くなったので第二子が嫡男となった。足利義昭より偏諱を受け氏煕より昭豊と諱を改め、さらに義親と改めた。山名家中から将来の活躍が期待されていたものの早世する。織田信長の勢力が但馬へ伸張し、1580年（天正8年）信長の重臣・羽柴秀吉（およびその弟・秀長）の軍勢に取り囲まれると、祐豊は降伏し、その後しばらくして死去。自刃とも病死ともいう。
祐豊の三男・堯熙は、落城前に因幡へ敗走して助かった。
但馬平定に続き、羽柴氏による因幡侵攻が始まると、堯熙は八木氏・垣屋氏ら旧山名家重臣らとともに羽柴氏に従い因幡へ従軍した。羽柴家の要請により鳥取城に籠もる敵方の主要な付城である因幡国八東郡私部城を攻め取り入城し、鳥取城落城因幡平定に貢献した。
但馬は、その後も播磨と併せて羽柴氏の根本領地となり、生野銀山からの莫大な財力と但馬兵は後の羽柴氏と明智光秀（丹波）との戦を支え続けた。
堯熙は秀吉に請われ、馬廻衆（親衛隊）として仕えることとなり、1581年（天正9年）因幡国八東郡のうち2,000石の所領を認められる。
天正10年（1582年）8月、堯煕は秀吉より播磨国加古郡のうち2,000石に転封され、近習に列する。その後500石さらに摂津国能勢郡に加増された。さらにその後5,000石が加増された。秀吉没後、堯熙の子・堯政は豊臣秀頼に仕えた。
西因幡でも、豊定の子、豊国が自らの居城である鳥取城から重臣たちの反対を押し切り、単身秀吉に降伏した。城内に残った者は毛利氏について抵抗を続けるも兵糧攻めを受け、悲惨な最期を遂げた。その後、和歌等、教養面での造詣の深い豊国は豊臣家からの仕官の話を固く断り浪人となり摂津の多田氏の食客となった。
天正14年（1586年）、浜松時代の徳川家康から知遇を得たと伝えられている。
天正20年（1592年）からの朝鮮出兵には豊臣秀吉から当時家臣だったか、無かったか定かではないが九州肥前名護屋城まで同行を命じられる。
秀吉が亡くなった際形見分けを貰った。
中・東因幡では、毛利氏の勢力が早くから強く、因幡守護家の誠通の子孫は毛利家家臣となった（すでに備後山名氏は毛利氏家臣となっていた）。

### 江戸時代

#### 但馬
豊定の長男である豊数は因幡守護代の地位を継承したが、因幡の有力国人武田氏により国を追われ但馬の所領に戻った。そこで豊数の長男豊宗がうまれた。豊宗は後に鳥取城主宮部長房に仕えた。主家の宮部家は関ヶ原の戦い後改易所領没収となったので子孫は但馬で帰農した。

#### 但馬 村岡
因幡の豊国は豊臣時代は無禄であったが1600年（慶長5年）の関ヶ原の戦いで家康側について亀井茲矩の軍に加わり、但馬国七美郡において6700石の領地を与えられた。また交代寄合表御礼衆の家格が与えられた。江戸初期、但馬山名家が断絶したため、山名宗家は豊国が継承した。
1626年（寛永3年）に居所を七味郡の福岡村にしたが、1628年（寛永5年）に村岡に移した。
なお、第8代将軍徳川吉宗時代の当主豊就（豊政の孫）は徳川吉宗の時代に旗本としては異例の大名職の寺社奉行に任じられた。
- 江戸時代中期の当主隆豊は旗本・福島正長の次男であり、福島正則の曾孫にあたる。のち山名家の養子となった[18]。その跡は本来の山名氏の血縁者が継いだ。

- 江戸中期から後期の当主義徳は九州の筑後柳川藩の藩主立花貞俶の八男として生まれ、山名家の婿養子となった[18]。

- 江戸後期の当主 義蕃は越前鯖江藩の藩主間部詮茂の次男として生まれ、はじめ詮量と名乗った。のち義方の婿養子となり義蕃と改名し、1821年山名家を継承した[18]。

#### 但馬山名氏子孫 清水氏流山名氏
徳川家康により江戸幕府が開かれたものの大坂には豊臣家がいまだ健在であった。山名氏の嫡流である但馬山名氏の堯政は豊臣氏の直臣として豊臣秀頼に近侍していたとされる。
しかし1615年（慶長20年）の大坂夏の陣が起き、 堯政は大坂城内にて戦死した。
その一方、父親の堯熙は大坂夏の陣を生き延び 京都六条の屋敷において晩年を過ごした。
堯熙は堯政の子の煕政（当時8歳）およびその兄弟による但馬守護山名氏の家名存続を意図したが、豊臣旧臣である家の存続は難しく、煕政は当時徳川家臣となっていた山名豊国の尽力により、既に徳川家臣となっていた山名氏旧臣である清水正親の養子となることで清水氏の家督を相続し、これにより但馬守護山名氏嫡流は断絶した。煕政の弟の煕氏は外祖父（田結庄氏）がかつて徳川家康の次男秀康に仕えていた経緯や、叔父豊郷が松平忠直の家臣であったことなどから越前松平家一門に元服後仕えることが出来、その子孫も代々越前松平家一門に仕えた。
煕政は清水氏の養子となったため、名を改め清水恒豊と称し 清水氏の家督を継承したことで徳川氏の幕臣となることができた。以降、清水恒豊および恒豊の子の清水煕豊が清水姓から山名姓への復帰を願い嘆願するも、豊臣遺臣を警戒する初期の江戸幕府からは許されることはなかった、とされる。
しかし断絶して85年後江戸時代も治安が落ち着いてくると、復姓の嘆願が叶う。1700年（元禄13年）3月2日、恒豊の孫の清水時信が徳川綱吉から許しを得、山名に復姓、山名時信と称した。これにより煕政流山名氏は再興し、以後山名氏嫡流（の山名時氏）にちなむ「時」字を通字として幕末まで代々続く。石高は微禄ながらも、以後の幕府からも山名家嫡流のうちの一つとして認知された。
時信の従兄弟の山名豊常の養子である豊明は第八代将軍徳川吉宗により寄合に加えられたのち作事奉行・槍奉行に任じられた。山名豊明は当初は布衣（従六位相当）であったが立身し従五位下伊豆守に叙任されるなど将軍吉宗の信任を得た。のち徳川家治にも重く用いられ、日光東照宮参詣にも同行を許された。
幕末の動乱の時期、この山名氏は御家人として最後まで徳川将軍家に従った。明治新政府により徳川家当主の徳川家達が駿府（静岡）に転封されると、山名氏も幕臣として静岡県に赴いた。この山名家は明治を迎え、他の幕臣同様士族となった。

#### 因幡山名氏子孫
また、因幡守護家の山名誠通の子孫は長州藩毛利氏の家臣となり、江戸時代を通じて長州藩士として毛利氏に仕え、幕末を迎えた。

### 明治以降
幕末維新期の交代寄合山名家（豊定の子孫）の当主義済は王政復古後ただちに新政府に恭順して本領安堵され、慶応4年（1868年）2月に出石藩主仙石久利や豊岡藩主京極高厚とともに万石以上の扱いで生野警衛にあたっていたことから、4月に諸侯への昇格を求める請願書を提出。その後家系由緒書も提出し、同年5月に新田4300石と合わせて都合1万1000石と主張する請願書を弁事役所に提出。これらの請願に対して6月19日に弁事役所より以下の御沙汰があった。
旧幕時代において外様の扱いで徳川臣下ではなかったという点から諸侯昇格が認められている。これにより山名義済は1万110石で但馬国村岡藩を維新立藩してその藩主となり、明治2年（1869年）6月の版籍奉還で藩知事に転じるとともに華族に列し、明治4年（1871年）の廃藩置県まで藩知事を務めた。
1884年（明治17年）の華族令施行で華族が五爵制になり、当時の当主義路が男爵に叙された。義路は陸軍将校となり、日清日露で武勲を立てた。
昭和前期に山名男爵家の邸宅は東京市本郷区富士前町にあった。

## 山名氏 - 但馬守護 - 御家人
1. 山名義範
2. 山名義節
3. 山名重国
4. 山名重村
5. 山名義長
6. 山名義俊
7. 山名政氏
8. 山名時氏
9. 山名師義
10. 山名時義
11. 山名時熙
12. 山名持豊（山名宗全）
13. 山名教豊：但馬守護。
14. 山名政豊：但馬守護。
15. 山名致豊：但馬守護。
16. 山名誠豊：但馬守護。致豊の弟。
17. 山名祐豊：但馬守護。誠豊の養子、致豊の次男。1580年秀吉率いる織田軍に包囲される中、死去。
18. 山名義親：祐豊の次男。初名は氏煕。別名は昭豊。
19. 山名堯熙：但馬守護。祐豊の三男。豊臣家の家臣となり秀吉に仕える。別名は氏政。
20. 山名堯政：堯熙の子。豊臣秀頼近臣。大坂夏の陣、大坂城で戦死。

清水氏（但馬山名家家臣~清水恒豊流）
1. 清水庄太夫某：但馬守護職山名祐豊の家臣。
2. 清水正親：祐豊の家臣。その後天正18年（1590年）徳川家康に仕える。280俵。
3. 清水恒豊：初名は煕政。実父戦死時8歳。山名堯政の子。大坂の陣（1615年）で豊臣方に味方した堯政の子としては、徳川家に仕えることが難しいため、山名豊国の尽力により、山名氏旧臣であり、当時すでに幕臣となっていた清水正親の養子になり、清水氏を称することで恒豊は幕臣に列することとなった。延宝7年（1679年）5月16日死去。禄は480石。墓所は龍興寺（中野区上高田）　寺が無縁墓として処理。法名は 清厳慈円居士。
4. 清水豊頼：清水恒豊の次男。清水家の家督を継承。元禄15年1月14日死去。480石。
5. 清水豊長：豊頼の嫡子。宝永元年8月21日死去。
6. 清水豊重：豊長の養子、実父は酒井重賢、母は豊頼の養女。享保8年5月10日死去。
7. 清水豊春：豊重の嫡子。寛政6年6月21日死去。
8. 清水豊信：豊春の嫡子。
9. 清水豊道：豊信の嫡子。禄は三百八十石。

山名氏（清水熙豊流）
1. 清水熙豊：清水恒豊の長男。弟に清水家家督を譲り別に家を立て山名復姓を願うも許されず。
2. 山名時信：清水熙豊の子。元禄13年（1700年）3月2日、特に徳川綱吉から許され山名に改姓。450俵の禄を与えられる。以後子孫同じ禄。御家人なので常府（江戸住）。
3. 山名時尚：時信の弟。次男服部保教（服部保昌の養子）、三男清水時庸（清水豊秋の養子）。
4. 山名時連：時尚の嫡子。
5. 山名時睦：時連の養子、清水豊秋次男。
6. 山名時習：時睦の嫡子。子に時方、時勝、時守。

清水氏（清水賀豊流）
1. 清水賀豊：清水恒豊の三男。
2. 清水豊秋：賀豊の養子、母不詳。
3. 清水時庸：豊秋の養子、実父は山名時尚。
4. 清水時良：時庸の嫡子。
5. 清水時親：時良の嫡子。100石
6. 清水時柯：時親の子。

のちに清水氏から山名氏に改姓。
山名氏（清水豊常流）
1. 山名豊常：清水豊頼の次男。山名氏に改姓。200石
2. 山名豊明：豊常の養子、前田五左衛門定勝の次男。作事奉行、槍奉行。徳川吉宗に重用さる。
3. 山名豊実：豊明の嫡孫。父豊全は家督を継がずして死去。
4. 山名如風：豊実の養子、実父は清水豊春。甲府勤番

## 山名氏 - 因幡守護 - 長州藩士
1. 山名勝豊：因幡守護。父は山名持豊。
2. 山名豊時：因幡守護。
3. 山名豊重：因幡守護。
4. 山名豊頼：因幡守護。
5. 山名誠通：因幡守護。出雲守護尼子氏に近づいたため嫡流家の山名祐豊に征せられる。
6. 山名豊通：因幡守護。祐豊の命により山名豊定が後見する。
7. 山名豊次：因幡守護。

## 山名氏 - 因幡守護 - 交代寄合 - 村岡藩
- 山名豊定 : 但馬山名氏。 父は但馬守護である山名致豊。正室は室町幕府の管領である細川高国の娘。 因幡に派遣され、因幡守護。山名祐豊の弟。
- 山名豊数 : 豊定の子。因幡守護。

1. 山名豊国 : 豊定の子。豊数の弟。母は室町幕府管領である、第15代細川京兆家当主細川高国の娘。妻は伯父である山名祐豊娘。因幡守護。豊臣家から禄を与えられるという話を固辞し流寓。のちに徳川家に仕える。山名氏嫡流家は豊国の系に移った。徳川家が編纂した江戸幕府の系譜では酒井家に次ぐ徳川家に近い家系とされた。血筋は但馬山名氏。但馬村岡 山名家 初代。
2. 山名豊政 : 正室は 高家である大沢基宿の娘。
3. 山名矩豊 : 豊政の子。従五位下伊豆守。
4. 山名隆豊 : 従五位弾正忠。矩豊の養子で福島正則のひ孫。
5. 山名豊就 : 隆豊の養子で山名義豊の子、山名豊政の孫。従五位下因幡守。大番頭、寺社奉行を歴任した。
6. 山名豊暄 : 正室は下野喜連川藩主家（大名）である喜連川茂氏の娘。
7. 山名義徳 : 筑後柳川藩主家（大名）である立花貞俶の八男。豊暄の娘婿。
8. 山名義方 : 正室は常陸谷田部藩主家（大名）である細川興晴の娘・菊子。
9. 山名義蕃 : 越前鯖江藩主家（大名）である間部詮茂の四男。 1818年まで甥・間部詮勝（1840年から1843年と1858年から1859年に二度老中）の後見役を務める。義方の娘婿。
10. 山名義問 ：正室は出雲広瀬藩主家（大名）である松平直寛の娘・蔵子 。継室は肥前島原藩主家（大名）である松平忠馮の娘・和子。　娘・喬子は須坂藩主家（大名）である堀直明室、弟・山名眞龍は了源寺 (船橋市)住職、秀量上人は権中納言 西園寺寛季の猶子、誠照寺（鯖江市）第25世法主。
11. 山名義済 : 正室は須坂藩主家（大名）である堀直格の娘・縁子。堀氏は明治維新後、三管領四職斯波氏一族の奥田氏に改姓。須坂藩の江戸屋敷跡に田中角栄元総理大臣の通称「目白御殿」は建てられた。
12. 山名義路 : 姉妹、快子は誠照寺（鯖江市）第26世法主二條秀源上人（秀源は西園寺師季の子で、徳川慶喜の従兄弟である二条斉敬の猶子。弟は元勲、元老・西園寺公望）夫人。忻子は垣屋問察養女。
13. 山名義鶴 : 民社党結党に参画、結党後はブレーンとして、党を支えた。東京帝大新人会、大原社会問題研究所、等で活動。日本労働者教育協会主宰。財団法人中東調査会理事長、公安審査委員会委員等歴任。弟、義亀は垣屋忻子養子。

## 旗本 豊義流
1. 山名豊義 : 山名豊国の子  表高家並寄合  大名家に準じた扱い（交代寄合表御礼衆と同様の老中支配）。1,000石
2. 山名豊満
3. 山名義往
4. 山名重周
5. 山名豊峰
6. 山名義安
7. 山名豊翔
8. 山名義矩：山名義徳の子、豊翔の養子。
9. 山名義栄
10. 山名義質
11. 山名義行
12. 山名義照

## 徳川忠長 家臣 - 磐城平藩士
1. 山名豊晴   初名 豊信  山名豊国の子。徳川忠長の近臣。1632年（寛永9年）10月 忠長が 幕命により改易されると、連座によって改易され、息子と共に内藤忠興に預けられた。息子は のち赦免され、その後陸奥国磐城平藩主、内藤忠興に仕えた。
2. 山名兵庫

## 主要家臣団
- 垣屋続成
- 垣屋光成
- 垣屋恒総
- 中村春続
- 中村国重
- 中村政重
- 中村豊重
- 吉岡定勝
- 森下道誉
- 田結庄是義
- 武田国信
- 武田高信
- 山名四天王 - 垣屋・太田垣・八木・田結庄を「山名四天王」と称した[25]。『兵庫県史』は、山名時煕のとき、この四氏が台頭したと推測している[25]

## 庶家
- 海老名氏：山名教豊の四男が海老名豊継を称した。
- 宮田氏：山名氏清の子が宮田時清、宮田時家を称した。
- 南条氏：海老名豊一の子（海老名豊継の孫）が南条政近を称した。
- 渡辺氏：南条政継の子（南条政近の孫）が渡辺定継を称し、後志賀定継を称した。
- 志賀氏：渡辺定継が、後志賀定継を称した。
- 三上氏
- 岸氏
- 八橋氏
- 草山氏
- 行松氏
- 馬来氏

## 関連する城
- 山名城、田内城、打吹城、二上山城、此隅山城、有子山城、竹田城、神辺城、津山城、神辺城、鳥取城、布勢天神山城、岩屋城（津山市）

## 山名氏縁故社寺・菩提寺
- 六孫王神社
- 多田神社
- 壺井八幡宮
- 山名八幡宮（高崎市山名町） - 山名義範が創建
- 楞厳寺（美方郡新温泉町）
- 西國寺（尾道市）
- 北野経王堂願成就寺（大報恩寺、通称 千本釈迦堂）- 足利義満が創建した、明徳の乱で討たれた山名氏清の供養の寺。経王堂の前に山名矩豊が「山名陸奥太守氏清之碑」を建立。 山名氏清、山名宗全の念持仏不動明王が祀られている不動明王堂がある。
- 山名寺 (倉吉市。旧寺名は光孝寺 山名時氏開基 墓所)
- 円通寺（豊岡市 山名時義、時熙父子開基）
- 大明寺（朝来市 山名時熙開基）
- 宗鏡寺（豊岡市 山名氏清開基）
- 大同寺（朝来市 山名時熙中興開基）
- 極楽寺（鳥取市 山名義親菩提寺）
- 真乗院（臨済宗南禅寺塔頭 山名持豊(山名宗全) 菩提寺)
- 東林院（妙心寺塔頭 山名豊国開基）
- 自證院（新宿区）
- 總持寺（豊岡市） - 但馬山名氏祈祷所
- 法雲寺（美方郡香美町） - 山名氏の総菩提寺

## 全国山名氏一族会
山名氏の子孫・関係者が集う会である。略称は「山名会」。村岡山名家の菩提寺である法雲寺（別称：山名寺。兵庫県美方郡香美町村岡区）が連絡先となっている。
1986年に設立総会が開催され発足。2003年頃に発足以来会を支えた山名晴彦総裁（村岡山名家当主）と山名章会長が病に臥し、2008年に相次いで死去するなどの影響で数年間休会状態であったが、2012年に再興総会が開催された。再興後の会長（2017年現在在任）は、備後山名家当主（山名宗全から数えて27代目）である山名年浩（京都経済短期大学学長、元経済教育学会会長）。

## 逸話・その他
- 伯耆国守護山名氏の一族・山名氏豊と、娘・「駒姫」が祀られている、駒姫八幡（大岳院の境内 倉吉市）。駒姫八幡の右隣に大江磐代君（第119代光格天皇の母）の母「おりんの方」の墓があり、並んでいる。「おりんの方」はこの「駒姫」の娘といわれる。